# Notocypraea subcarnea
Notocypraea subcarnea is een slakkensoort uit de familie van de Cypraeidae. De wetenschappelijke naam van de soort is voor het eerst geldig gepubliceerd in 1897 door Beddome.